# Leptochilus sarticus
Leptochilus sarticus är en stekelart som beskrevs av Blüthgen 1939. Leptochilus sarticus ingår i släktet Leptochilus och familjen Eumenidae. Inga underarter finns listade i Catalogue of Life.